# Fregetta
Fregetta és un gènere d'ocells marins de la família dels oceanítids (Oceanitidae). Aquests petrells habiten a l'hemisferi sud, des de l'Equador fins zones sub-antàrtiques.

## Taxonomia
Segons la classificació del Congrés Ornitològic Internacional (versió 7.2, 2017) aquest gènere està format per tres espècies:
- Ocell de tempesta ventreblanc (Fregetta grallaria).[3]
- Ocell de tempesta ventrenegre (Fregetta tropica).[4]
- Ocell de tempesta maori (Fregetta maoriana).[5]